# VIRGOHI21
VIRGOHI21 je rozsáhlá oblast neutrálního vodíku (HI) v kupě galaxií v Panně. Oblast byla objevena v roce 2005 a analýza vnitřního pohybu naznačuje, že může obsahovat velké množství temné hmoty o hmotnosti srovnatelné s malou galaxií. Vzhledem k tomu, že VIRGOHI21 zřejmě neobsahuje žádné hvězdy, mohla by to být jedna z prvních detekovaných „tmavých galaxií“. Odpůrci tohoto výkladu ovšem tvrdí, že jde pouze o slapový ohon blízké galaxie Messier 99.